# Teafore Bennett
Teafore Bennett (Jamaica, 7 de junio de 1984) es un exfutbolista de Jamaica que jugaba en la posición de delantero centro.

## Carrera

### Club
| Periodo   | Club                      |
| --------- | ------------------------- |
| 2002-2004 | Village United            |
| 2004      | Portmore United           |
| 2005      | Village United            |
| 2005      | Virginia Beach Mariners   |
| 2005–2006 | Pahang FA                 |
| 2006      | Village United            |
| 2006      | Harrisburg City Islanders |
| 2006–2007 | Östers IF                 |
| 2008-2009 | Petro Atlético            |
| 2009      | August United             |
| 2010-2012 | Village United            |

### Selección nacional
Debutó con los Reggae Boyz en octubre de 2004 en un partido amistoso ante Guatemala. Jugó en 20 ocasiones con la selección nacional y anotó 4 goles. Su último partido internacional fue en noviembre de 2006 en un partido amistoso ante Perú. Jugó en la Copa de Oro de la Concacaf 2005 donde anotó un gol.

## Logros
- Liga Premier Nacional de Jamaica (1): 2004/05
- Copa de Jamaica (1): 2005
- Campeonato de Clubes de la CFU (1): 2005
- Copa FA de Malasia (1): 2005/06
- Girabola (1): 2008